# Jadwiga Beck
Jadwiga Beck z d. Salkowska (ur. 13 października 1896 w Lublinie, zm. 20 stycznia 1974 w Londynie) – polska pisarka i dziennikarka.

## Życiorys
Była jedynym dzieckiem Jadwigi Sławęckiej i Wacława Salkowskiego. Jej ojciec był renomowanym prawnikiem: reprezentował wiele cukrowni, Bank Cukrownictwa, jak i liczny krąg lubelskiego ziemiaństwa. Jadwiga skończyła prywatne gimnazjum i liceum Anieli Wereckiej w Warszawie. Działała w harcerstwie. Znała 3 języki obce: francuski, włoski i niemiecki. Podczas I wojny światowej mieszkała w Lublinie i prowadziła tam gospodę żołnierską .

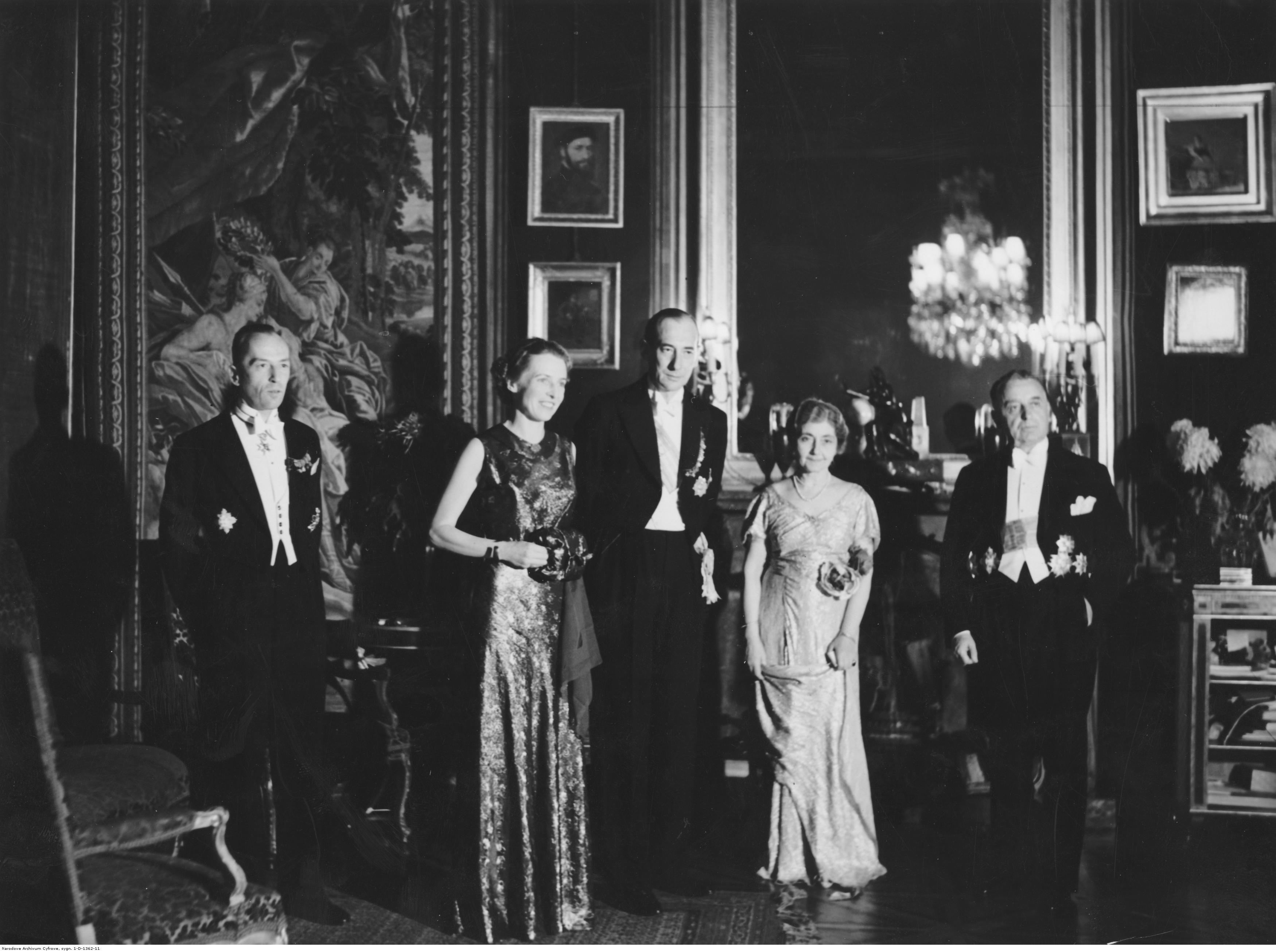
Wizyta ministra spraw zagranicznych Rumunii Victora Antonescu w Polsce 26 listopada 1936 r. Jadwiga Beck 2. z lewej.

Jej pierwszym mężem był Stanisław Burhardt-Bukacki, wówczas kapitan, który wkrótce dostał awans na podpułkownika i objął funkcję dowódcy 8 Dywizji Piechoty stacjonującej w Modlinie. Ślub wzięli 23 stycznia 1919 w katedrze w Lublinie. W 1920 na świat przyszła ich córka Joanna, zwana pieszczotliwie Bubą. Małżeństwo po kilku latach związku rozpadło się. Od 1927 jej następnym mężem został Józef Beck, wtedy żonaty i w randze podpułkownika, który porzucił dla niej żonę i syna. Ze względu na to, że w prawie II Rzeczypospolitej nie istniała instytucja rozwodu, a zawarcie małżeństwa było możliwe wyłącznie w ramach Kościoła, Jadwiga i Józef dokonali konwersji z katolicyzmu na protestantyzm, by móc się pobrać. Jako żona wieloletniego szefa Ministerstwa Spraw Zagranicznych uczestniczyła w najważniejszych spotkaniach i imprezach dyplomatycznych, m.in.: w 1934 w Moskwie, w 1935 w Berlinie, tam poznała Hitlera, a w 1938 w Rzymie . Była też bohaterką wielu anegdot i gaf, które po części opisała w swojej autobiografii . W 1930 była sekretarką Rodziny Wojskowej. Organizatorka wystaw przekładów literatury polskiej na języki obce, za co została odznaczona przez Akademię Literatury srebrnym Wawrzynem Akademickim . Pułkownik Roman Knoll nazwał Jadwigę Beck mianem „powiatowej Kleopatry”.
18 września 1939 Beck wraz z żoną i pasierbicą opuścił Polskę pociągiem z Czerniowiec, którym jechali również prezydent RP Ignacy Mościcki, marszałek Edward Rydz-Śmigły, a także niektórzy ministrowie. Józef Beck wraz z rodziną dotarł do Rumunii, gdzie został internowany. Jadwiga bezskutecznie próbowała wykorzystać wszystkie swoje kontakty, aby polepszyć położenie męża. Latem 1942 zaczął chorować na gruźlicę. Jadwiga opiekowała się nim, lecz w wyniku szybko postępującej choroby zmarł 5 czerwca 1944 .
Po śmierci męża przeniosła się wraz z córką do Turcji. Stamtąd przedostały się do Egiptu. W Kairze otrzymała pracę w oddziale Polskiego Czerwonego Krzyża. Następnie wspólnie z Joanną i Bohdanem Tymienieckim zamieszkała w Rzymie. W 1956 przeniosła się z nimi do Brukseli, a potem do Londynu. Później wyjechała do Konga Belgijskiego, gdzie została kierowniczką dużego magazynu. Tam zaczęła chorować na serce, dlatego została zmuszona wrócić do Londynu. Początkowo zamieszkała samodzielnie i rozpoczęła pracę w małym hoteliku jako sprzątaczka. Gdy do problemów z sercem dołączyła się astma, nie była już w stanie pracować i mieszkać bez opieki. Z tego powodu przeprowadziła się do córki .
Wraz z Władysławem Pobóg-Malinowskim i Janem Weinsteinem opracowała pamiętniki Józefa Becka, które później wydała . Pisywała również do „Wiadomości Literackich”. Swoje wspomnienia zebrała w książce pt. Kiedy byłam ekscelencją.
Podczas nabożeństwa żałobnego odprawianego w kościele o.o. Benedyktynów na Ealingu trumna Jadwigi Beck była nakryta sztandarem Polski .

## Odznaczenia
- Srebrny Wawrzyn Akademicki (5 listopada 1935)[8].